# Lithoxus
Lithoxus – rodzaj słodkowodnych ryb sumokształtnych z rodziny zbrojnikowatych (Loricariidae), obejmujący małe ryby o ciele silnie spłaszczonym grzbietobrzusznie. 

## Zasięg występowania
Rzeki Wyżyny Gujańskiej.

## Taksonomia
Rodzaj Lithoxus ma burzliwą historię taksonomiczną. Został ustanowiony w 1910 przez Carla Eigenmanna, który wyznaczył gatunek typowy Lithoxus lithoides. W zależności od metody przyjętej przez późniejszych badaczy do tego rodzaju zaliczano od 8 do 1 gatunku. Na podstawie zewnętrznych cech morfologicznych proponowano (Boeseman, 1982) podział rodzaju Lithoxus na podrodzaje Lithoxus i Paralithoxus (do którego zaliczono 7 gatunków z rzek Wyżyny Gujańskiej na wschód od Wenezueli). 
W 1990 podrodzaj Paralithoxus został uznany za synonim (Nijssen i Isbrücker), a wskazane przez Boesemana gatunki włączono ponownie do Lithoxus. Analizy filogenetyczne wykazały istnienie kladu (nazwanego kladem Lithoxus), obejmującego rodzaje Exastilithoxus i Lithoxus oraz wiele gatunków bez naukowego opisu. Do tego kladu dołączony został nowo opisany Avalithoxus oraz przywrócony Paralithoxus, a cały klad opisano w randze plemienia Lithoxini.

## Klasyfikacja
Po przeprowadzonej w 2018 rewizji taksonomicznej rodzaj Lithoxus stał się taksonem monotypowym obejmującym gatunek typowy:
- Lithoxus lithoides